# Kiwony
Kiwony – powieść Tadeusza Dołęgi-Mostowicza z 1932 roku. Powieść ukazała się w odcinkach w dzienniku "ABC". Jej pierwsze książkowe wydanie nastąpiło dopiero w 1987 roku.

## Okoliczności powstania
Według biografa i wydawcy Jerzego Rurawskiego Kiwony były najwcześniejszą powieścią Mostowicza, napisaną prawdopodobnie pod koniec lat 20. Autor jednak odłożył jej druk i jako pierwszą opublikował w 1930 roku w odcinkach Ostatnią brygadę. Przyczyną mogła być zbyt złożona i niejednoznaczna postać głównego bohatera. Na druk w odcinkach autor zdecydował się dopiero w 1932 roku po sukcesie Kariery Nikodema Dyzmy. Kiwony ukazywały się jednocześnie z jego kolejną powieścią Prokurator Alicja Horn. Była to też jedyna powieść Dołęgi-Mostowicza, która nie ukazała się w formie książkowej za jego życia.

## Treść
Bohaterem powieści jest Józef Domaszko, niespełniony literat, potomek Juliusza Słowackiego, który za wzorem bogatego stryja Cezarego żyje zgodnie z mottem: „trzeba zawsze w życiu stosować się do tego, co jest przyjęte i uznawane przez szanowanych poważnych i spokojnych ludzi”. Domaszko rezygnuje ze swoich idei i poglądów, aby prowadzić konformistyczne życie. Chociaż przynosi mu to korzyści materialne i pozycję społeczną, to krzywdzi najbliższe mu osoby, w tym kochającą go kobietę. Sam brnie w styl życia coraz bardziej odbiegający od jego wcześniejszych zasad.
W powieści przedstawiono wiele środowisk okresu międzywojennego, nieuczciwych przedsiębiorców, skrzywdzonych robotników, redakcje gazet bezpardonowo walczących o czytelników i elitarne warszawskie salony.

## Tytuł
Tytuł powieści wyjaśniony jest w II rozdziale powieści. Nawiązuje do chińskiej zabawki kiwon, która symbolizuje konformistę, "przytakiwacza", człowieka poddającego się bezwolnie wpływom otoczenia (por. Lalki Kraszewskiego i Lalka Prusa).

## Adaptacja radiowa
- Kiwony (1988) – 6-odcinkowy serial Teatru Polskiego Radia, reż. Andrzej Zakrzewski[4]